# Арена Люблін
«Арена Люблін» (пол. «Arena Lublin») — футбольний стадіон у місті Люблін, Польща, домашня арена футбольних клубів «Мотор» та «Гурник» (Ленчна).

## Історія
Стадіон побудований 2012 року та відкритий у 2014 році на території знесеного цукрового заводу в рамках впорядкування міської території на місці колишніх промислових об'єктів. За проєктом арена має чітко футбольну спеціалізацію, однак тут проводять і культурні заходи, зокрема концерти. Стадіон є сучасною футбольною ареною з натуральним газоном, трибунами під дахом місткістю 15 500 глядачів, штучним освітленням, відеоекраном, системою контролю та безпеки, підтрибунними приміщеннями, а також комерційними приміщеннями, які здаються в оренду.
Будівництво стадіону було одним із ключових проєктів Регіональної оперативної програми 2007—2013 років. Арена є основною спорудою Люблінського футбольного центру, при проєктуванні якого у місті було побудовано нову вулицю. Поряд зі стадіоном розміщені два футбольних поля зі штучним покриттям та автостоянка на 1000 автомобілів. Поблизу арени розташований сквер.
На арені домашні матчі приймає люблінський «Мотор», а із сезону Екстракляси 2016—2017 років стадіон є домашньою ареною для «Гурника» із Ленчни.
У зв'язку з регламентом УЄФА, пов'язаним із вторгненням Росії в Україну, клуб «Динамо» (Київ) обрав цю арену своїм домашним стадіоном для ігор в єврокубках на сезон 2024/25 та 2025/26.